# Tanystylum philippinensis
Tanystylum philippinensis is een zeespin uit de familie Ammotheidae. De soort behoort tot het geslacht Tanystylum. Tanystylum philippinensis werd in 1988 voor het eerst wetenschappelijk beschreven door Child. 